# Historische Schiffahrt
Historische Schiffahrt ist eine Buchreihe zur historischen Schifffahrt. Die monografische Reihe enthält deutsch- und englischsprachige Nachdrucke wichtiger Werke und sie erschien im Salzwasser-Verlag in Bremen. Die Reihe erscheint seit 2009. Sie ist thematisch breit gefächert und enthält unter anderem Bände zu Ingenieurwissenschaften und Maschinenbau, Geografie und Reisen und viele andere mit der Seefahrt verbundene Themen. Im DNB-Katalog ist die höchste Bandnummer mit 181 angegeben.
Die folgende Übersicht erhebt keinen Anspruch auf Aktualität oder Vollständigkeit:

## Bände (Auswahl)
- 001 Bemastung und Takelung der Schiffe. Middendorf, Friedrich Ludwig. - Bremen : Salzwasser-Verl., 2009, 1. Aufl., Nachdr. [der Ausg.], Amsterdam, APA-Fontes Pers, 1903
- 003 Der deutsche Segelsport. Willy Stöwer (Hrsg.). Bremen : Salzwasser-Verl., 2009, 1. Aufl., Nachdr. [der Ausg.] Leipzig, Brockhaus, 1905
- 004 Takelage und Takelung historischer Schiffe. Ulffers, Franz. - Bremen : Salzwasser-Verl., 2009, 1. Aufl., Nachdr. [der Ausg.] Berlin, Mittler, 1872
- 005 Das Segelschiff der Reichsmarine Gorch Fock und ihre Schwestern. Bremen : Salzwasser-Verl., 2009, 1. Aufl.
- 006 Handbuch der Schifffahrtskunde für Kapitäne und Steuerleute auf kleiner Fahrt und in großer Hochseefischerei. Janssen, Bernhard. - Bremen : Salzwasser-Verl., 2009, 1. Aufl., Nachdr. [der Ausg.] 1926
- 007 Schiffbau. Hüllen, Johann T. van. - Bremen : Salzwasser-Verl., 2009, Nachdr. [der Ausg.] Kiel, Leipzig, Lipsius & Tischer, 1888, 1. Aufl.
- 009 Schiffs-Ölmaschinen. Scholz, William. - Bremen : Salzwasser-Verl., 2009, Nachdr. der 3., verb. und erw. Aufl., Berlin, Springer, 1924, 1. Aufl.
- 010 Praktischer Schiffbau. Bohnstedt, Max. - Bremen : Salzwasser-Verl., 2009, [Nachdr. der Ausg.] Hannover, Jänecke, 1907, 1. Aufl.
- 011 Motorbootfahrers Handbuch / Teil 1. Konstruktion, Bau und Ausrüstung sowie Haltung von Motorbooten. 2009, 1. Aufl., [Nachdr. der Ausg.] Berlin, Wedekind, 1920
- 012 Motorbootfahrers Handbuch / Teil 2. Bootsmotoren und Zubehörteile. 2009, 1. Aufl., [Nachdr. der Ausg.] Berlin, Wedekind, 1920
- 013 Eine Weltumsegelung (1851 - 1853). Andersson, Nils J.. - Bremen : Salzwasser-Verl., 2009, [Nachdr. der Ausg.] Leipzig, Lorch, 1854, 1. Aufl. / Dt. von K. L. Kannegießer
- 014 Handbuch der praktischen Seemannschaft und Steuermannskunst. Werner, Reinhold von. - Bremen : Salzwasser-Verl., 2009, [Nachdr. der Ausg.] Leipzig, Weber, 1866, 1. Aufl.
- 015 Handbuch der Dampfmaschine. Bernoulli, Christoph. - Bremen : Salzwasser-Verl., 2009, [Nachdr. der Ausg.] Stuttgart, Tübingen, Cotta, 1833, 1. Aufl.
- 016 Eine Reise um die Erde. Meyen, Friedrich / Bd. 1. 2009, [Nachdr. der Ausg.] Berlin, Sander, 1834, 1. Aufl.
- 017 Eine Reise um die Erde. Meyen, Friedrich / Bd. 2. 2009, [Nachdr. der Ausg.] Berlin, Sander, 1835, 1. Aufl.
- 018 Marine boiler management and construction (1893). Stromeyer, Johann Phillip Edmond Charles. - Bremen : Salzwasser-Verl., 2009, [Nachdr. der Ausg.] London, Longmans, Green and Co., 1898, 1. Aufl.
- 019 Johows Hilfsbuch für den Schiffbau (1910).  Eduard Krieger / Bd. 1. von 2. 2009, 1. Aufl., [Nachdr. der Ausg.] Berlin, J. Springer, 1910
- 020 Johows Hilfsbuch für den Schiffbau (1910).  Eduard Krieger / Bd. 2. 2009, 1. Aufl., [Nachdr. der Ausg.] Berlin, J. Springer, 1910
- 021 A dictionary of sea terms. Ansted, A.. - Bremen : Salzwasser-Verl., 2009, [Nachdr. der] 3. ed., Glasgow, Brown, 1933, 1. Aufl.
- 022 Reise nach den Inseln Teneriffa, Trinidad, St. Thomas, St. Crux und Porto Rico. Peter LeDru / 1. Le Havre - Trinidad (1796 - 1798). 2009, [Nachdr. der Ausg.] Leipzig, Büchler, 1811, 1. Aufl.
- 023 Kriegsschiffe zu den Zeiten der alten Griechen und Römer. Tenne, Albert. - Bremen : Salzwasser-Verl., 2009, [Nachdr. der Ausg.] Oldenburg, Stalling, 1. Aufl.
- 024 A voyage to Patagonia through the Straits of Magellan aboard the H. M. S. "Beagle" and "Adventure" (1826 - 1827). MacDouall, John. - Bremen : Salzwasser-Verl., 2009, [Nachdr. der Ausg.] London, Renshaw and Rush, 1836, 1. Aufl.
- 025 Geschichte der Schiffahrt im Atlantischen Ozean. Deuber, Franz Xaver Anselm. - Bremen : Salzwasser-Verl., 2009, [Nachdr. der Ausg.] Bamberg, 1814, 1. Aufl.
- 026 Der Untergang der Pamir : die Entscheidungen der Seeämter. Bremen : Salzwasser-Verl., 2009, 1. Aufl., Nachdr.
- 027 Glossary of navigation. Harbord, John. - Bremen : Salzwasser-Verl., 2009, [Nachdr. der] 2. ed., Glasgow, Brown, 1874, 1. Aufl.
- 028 Praktische Gesichtspunkte für die Auswahl und den Einbau von Bootsmotoren. Viebahn, Friedrich Wilhelm von. - Bremen : Salzwasser-Verl., 2009, [Nachdr. der Ausg.] Berlin, Dt. Verl.-Werke Strauss, Vetter & Co., 1925, 1. Aufl.
- 029 Grundlagen des praktischen Schiffbaus. Judaschke, Franz. - Bremen : Salzwasser-Verl., 2009, Nachdr. [der Ausg.] Berlin, Schmidt, 1926
- 030 Klassischer Schiffbau der Vorkriegszeit. Herner, Heinrich. - Bremen : Salzwasser-Verl., 2009, Nachdr. [der Ausg.] Leipzig, Jänecke, 1926, 1. Aufl.
- 032 Yachtbau und Yachtsegeln / Bd. 1. 2009, Nachdr. [der Ausg.] Berlin, Wedekind, 1910, 1. Aufl.
- 033 Erläuterungen zum Verstande der Schifffahrt und des Seekriegs. Korn, Wilhelm Gottlieb. - Bremen : Salzwasser-Verl., 2009, [Nachdr. der Ausg.] Breslau, Korn, 1774, 1. Aufl.
- 034 Reise auf dem caspischen Meere in den Kaukasus. Eichwald, Eduard von. - Bremen : Salzwasser-Verl., 2009, [Nachdr. der Ausg.] Stuttgart, Tübingen, Cotta, 1834, 1. Aufl.
- 035 The loss of the SS Titanic. Beesley, Lawrence. - Bremen : Salzwasser-Verl., 2009, 1. Aufl., Nachdr.
- 036 The sinking of the Titanic and great sea disasters. Marshall, Logan. - Bremen : Salzwasser-Verl., 2009, 1. Aufl., [Nachdr. der Ausg.] 1912
- 037 The life of Captain James Cook. Kitson, Arthur. - Bremen : Salzwasser-Verl., 2009, Reprint, 1. Aufl.
- 038 The life of Horatio Lord Nelson. Southey, Robert. - Bremen : Salzwasser-Verl., 2009, 1. Aufl., Repr.
- 039 A new voyage round the world in the years 1823 - 1826. Kotzebue, Otto von / Vol. 1. 2009, 1. Aufl., Repr.
- 040 A new voyage round the world in the years 1823 - 1826. Kotzebue, Otto von / Vol. 2. 2009, 1. Aufl., Repr.
- 041 First voyage around the world. Cook, James. - Bremen : Salzwasser-Verl., 2009, 1. Aufl., Repr.
- 042 From sail to steam. Mahan, Alfred T.. - Bremen : Salzwasser-Verl., 2009, 1. Aufl., Repr.
- 043 Die Reisen eines Schiffspredigers nach Ostindien und China in den Jahren 1750 - 1765. Osbeck, Pehr. - Bremen : Salzwasser-Verl., 2009, [Nachdr. der Ausg.] Rostock, Koppe, 1765, 1. Aufl. / aus dem Schwed. übers. von J. G. Georgi
- 044 Battles with the sea. Ballantyne, Robert M. - Bremen : Salzwasser-Verl., 2009, 1. Aufl., Repr.
- 045 Two years before the mast. Dana, Richard Henry, Jr. - Bremen : Salzwasser-Verl., 2009, 1. Aufl., Repr.
- 046 The expedition to Borneo of H. M. S. Dido. Keppel, Henry. - Bremen : Salzwasser-Verl., 2009, 1. Aufl., [Nachdr. der Ausg. New York, Harpers & Brothers, 1846]
- 047 Pirates of our coast. Stockton, Frank Richard. - Bremen : Salzwasser-Verl., 2009, 1. Aufl., Repr.
- 048 Die letzten Segelschiffe. Hauser, Heinrich. - Bremen : Salzwasser-Verl., 2010, Reproduktion [der Ausg.], Berlin, Fischer, 1931, 7. - 11. Aufl.
- 049 Tahiti. Gerstäcker, Friedrich. - Bremen : Salzwasser-Verl., 2009, [Nachdr.], 1. Aufl.
- 050 Motoren für Fischkutter. Matthießen, Hermann. - Bremen : Salzwasser-Verl., 2009, 1. Aufl., [Nachdr. der Ausg.], Berlin, Moeser, 1920
- 051 Festigkeit der Schiffe. Pietzker, Felix. - Bremen : Salzwasser-Verl., 2009, 1. Aufl., Nachdr. des Orig., Berlin, Mittler, 1914, 2. Aufl.
- 053 Taschenbuch für Schiffsingenieure und Seemaschinisten. Ludwig, Emil. - Bremen : Salzwasser-Verl., 2009, 1. Aufl., Nachdr. [der Ausg.] München und Berlin, Oldenbourg, 1928, 4. Aufl.
- 054 Schiffsmaschinen - Berechnung und Konstruktion. Bodenmüller, Albert. - Bremen : Salzwasser-Verl., 2009, 1. Aufl., Nachdr. [der Ausg.] Leipzig, Leiner, 1912
- 055 Geschichte des Piraterierechts. Stiel, Paul. - Bremen : Salzwasser-Verl., 2009, Nachdr. der Orig.-Ausg. von 1905, 1. Aufl.
- 056 Die Plage der Seewürmer in den Pfählen an den Deichen und Dämmen. Bremen : Salzwasser-Verl., 2009, [Nachdr. der Ausg. Hamburg, Wiering, 1732], 1. Aufl.
- 057 Der Nord-Ostsee-Kanal. Beseke, Carl. - Bremen : Salzwasser-Verl., 2009, [Nachdr.] 1893, 1. Aufl.
- 058 Entdeckungs-Reise in die Süd-See und nach der Bering-Straße zur Erforschung einer nördlichen Durchfahrt / Bd. 1. (2009), 1. Aufl., Nachdr. der Ausg. Hannover, Hahnsche Hofbuchh., 1821
- 059 Entdeckungs-Reise in die Süd-See und nach der Bering-Straße zur Erforschung einer nördlichen Durchfahrt / Bd. 2. (2009), 1. Aufl., Nachdr. der Ausg. Weimar, Gebr. Hoffmann, 1821
- 060 Von Hamburg nach Spitzbergen und Grönland. Martens, Friedrich. - Bremen : Salzwasser-Verl., 2009, 1. Aufl., [Nachdr. der Ausg.] Hamburg, Schulzen, 1675
- 061 A voyage to the Pacific Ocean. James Cook & James King  / Vol. 1. 2009, 1. Aufl., Repr. [der Ausg.] London, Hughs, 1785
- 062 A voyage to the Pacific Ocean. James Cook & James King  / Vol. 2. 2009, 1. Aufl., Repr. [der Ausg.] London, Hughs, 1785
- 063 A voyage to the Pacific Ocean. James Cook & James King  / Vol. 3. 2009, 1. Aufl., Repr. [der Ausg.] London, Hughs, 1785
- 064 Reise entlang der Nordküste von Sibirien und auf dem Eismeer in den Jahren 1820 bis 1824. Ferdinand von Wrangel  / Bd. 1. 2009, 1. Aufl., Repr. [der Ausg.] Berlin, Voss, 1839
- 065 Reise entlang der Nordküste von Sibirien und auf dem Eismeer in den Jahren 1820 bis 1824. Ferdinand von Wrangel  / Bd. 2. 2009, 1. Aufl., Repr. [der Ausg.] Berlin, Voss, 1839
- 066 Reise um die Welt in den Jahren 1803 bis 1806 auf den Schiffen Nadeshda und Newa. Kruzenštern, Ivan Ḟ. / Bd. 1. Nebst ausführlichen Erläuterungen. 2009, 1. Aufl., [Nachdr. der] Orig.-Ausg., St.-Petersburg, 1810
- 067 Reise um die Welt in den Jahren 1803 bis 1806 auf den Schiffen Nadeshda und Newa. Kruzenštern, Ivan Ḟ. / Bd. 2. Nebst ausführlichen Erläuterungen. 2009, 1. Aufl., [Nachdr. der] Orig.-Ausg., St.-Petersburg, 1810
- 068 Atlas zur Reise um die Welt in den Jahren 1803 bis 1806 auf den Schiffen Nadeshda und Newa. Kruzenštern, Ivan Ḟ. - Bremen : Salzwasser-Verl., 2009, 1. Aufl., [Nachdr. der] Orig.-Ausg., St.-Petersburg, 1814
- 069 History of inland navigation. Phillips, John. - Bremen : Salzwasser-Verl., 2009, 1. Aufl., [Nachdr. der] 5. ed. London, Crosby, 1805
- 070 Entdeckungsreise in die Südsee von 1776 bis 1780. Cook, James. - Bremen : Salzwasser-Verl., 2009, [Nachdr. der Ausg.] Berlin, Haude und Spener, 1781, 1. Aufl.
- 071 A general history of the robberies and murders of the most notorious pirates. Defoe, Daniel. - Bremen : Salzwasser-Verl., 2009, 1. Aufl., Reprint [der Ausg.] London, Routledge & Paul, 1955
- 072 Von Kamtschatka nach Amerika mit Vitus Bering. Steller, Georg Wilhelm. - Bremen : Salzwasser-Verl., 2009, 1. Aufl., Nachdr. der Orig.-Ausg. St. Petersburg, Logan, 1793
- 073 Vorlageblätter für Schiffbauer. Klawitter, Gustav David. - Bremen : Salzwasser-Verl., 2009, 1. Aufl., Nachdr. der Orig.-Ausg. Berlin, 1835
- 074 Geschichte der See-Reisen und Entdeckungen im Süd-Meer : (1787) ; aus den Tagebüchern der Schiffsbefehlshaber und den Handschriften der Gelehrten Sir J. Banks, Dr. Solander, Dr. J. R. Forster, Dr. G. Forster und Herrn Anderson / Georg Forster / Bd. 1. 2009, 1. Aufl., [Nachdr. der Ausg.] Berlin, Haude und Spener, 1787
- 075 Geschichte der See-Reisen und Entdeckungen im Süd-Meer : (1787) ; aus den Tagebüchern der Schiffsbefehlshaber und den Handschriften der Gelehrten Sir J. Banks, Dr. Solander, Dr. J. R. Forster, Dr. G. Forster und Herrn Anderson / Georg Forster / Bd. 2. 2009, 1. Aufl., [Nachdr. der Ausg.] Berlin, Haude und Spener, 1788
- 076 Die großen Segelschiffe. Laas, Walter. - Bremen : Salzwasser-Verl., 2009, 1. Aufl., Veränd. Nachdr. der Orig.-Ausg., Berlin, Springer, 1908
- 077 British shipping. Kirkaldy, Adam W.. - Bremen : Salzwasser-Verl., 2009, 1. Aufl., Nachdr. [der Ausg.] London, Kegan Paul, Trench, Trübner und New York, Dutton, 1904
- 078 Der Kompass / Bd. 1. 46 Tafeln und Verzeichnis derselben. 2010, 1. Aufl., Veränd. Nachdr. des Orig. Hamburg, Schück, 1911
- 079 Taschenbuch für Schiffbauer, Bootbauer, Schiffzimmerer und Segelmacher. Schaller, Ludwig. - Bremen : Salzwasser-Verl., 2009, Veränd. Nachdr. der Orig.-Ausg., Berlin, Schmidt, 1937, 1. Aufl.
- 080 Vorschriften für die Einrichtung und den Betrieb elektrischer Anlagen auf Handelsschiffen. Bremen : Salzwasser-Verl., 2009, 1. Aufl., Veränd. Nachdr. der Orig.-Ausg. Berlin, Beuth-Verl., 1931, 4., neubearb. Aufl.
- 081 Das Schweißen im Schiffbau. Bremen : Salzwasser-Verl., 2009, 1. Aufl., Veränd. Nachdr. der Orig.-Ausg. von 1956
- 082 Die Dampfturbine im Schiffbau. Dietrich, Max. - Bremen : Salzwasser-Verl., 2009, 1. Aufl., Veränd. Nachdr. des Orig. Rostock, Verl. Volckmann & Wette, 1906
- 083 Die Schiffbaukunst oder die Kunst, den Bau der Kriegs-, Kauffahrten- und anderer Schiffe nach theoretischen und praktischen Regeln auszuführen. Korth, Johann Wilhelm David. - Bremen : Salzwasser-Verl., 2009, Veränd. Nachdr. der Orig.-Ausg., Berlin, Paul, 1826, 1. Aufl.
- 084 Auf großer Fahrt. Rosenberger, Eugenie. - Bremen : Salzwasser-Verl., 2009, 1. Aufl., Veränd. Nachdr. der Orig.-Ausg. von 1899
- 085 Die Geschichte des Seefahrers Joachim Nettelbeck. Nettelbeck, Joachim. - Bremen : Salzwasser-Verl., 2009, 1. Aufl., Repr.
- 086 Voyage of HMS Pandora. Edwards, Edward. - Bremen : Salzwasser-Verl., 2009, 1. Aufl., Repr.
- 087 The sinking of the "Minerva". Bays, Peter. - Bremen : Salzwasser-Verl., 2009, 1. Aufl., Nachdr. [der Ausg.] Cambridge, Bridges, 1831
- 088 Der gesamte deutsche Schiffbau 1908. Bremen : Salzwasser-Verl., 2009, 1. Aufl., [Nachdr. der Ausg.], Berlin, Marfels, 1908
- 089 Die Frachtsegler der deutschen Kleinschiffahrt. Szymanski, Hans. - Bremen : Salzwasser-Verl., 2009, 1. Aufl., [Nachdr. der Ausg.], Lübeck, 1929
- 090 Resistance of ships. Taylor, D. W.. - Bremen : Salzwasser-Verl., 2009, 1. Aufl., Nachdr. [der Ausg.] London, Whittaker, 1893
- 091 The design and construction of ships. Biles, John Harvard. / Vol. 1. Calculations and strength. 2009, 1. Aufl., Veränd. Nachdr. der Orig.-Ausg., London, Griffin, 1908
- 092 The design and construction of ships. Biles, John Harvard. / Vol. 2. Stability, resistance, propulsion and oscillations of ships. 2009, 1. Aufl., Veränd. Nachdr. der Orig.-Ausg., London, Griffin, 1911
- 093 The voyage of the Bounty. Bligh, William. - Bremen : Salzwasser-Verl., 2009, 1. Aufl., Repr. [der Ausg.] 1792
- 094 Windjammers and sea tramps. Runciman, Walter. - Bremen : Salzwasser-Verl., 2009, 1. Aufl., [Nachdr.]
- 095 History of sea power. Stevens, William. - [Bremen] : Salzwasser-Verl., 2009, Reprint [der Ausg.] 1920, 1. Aufl.
- 096 A voyage to the Pacific Ocean / Charts of a voyage to the Pacific Ocean by James Cook. 2009, 1. Aufl., Repr.
- 097 Reise nach dem stillen Ozean. Cook, James. - Bremen : Salzwasser-Verl., 2009, 1. Aufl., Nachdr. [der Ausg.] Frankfurt an der Oder, Strauß, 1785
- 098 Adventurers of the far north. Leacock, Stephen. - [Bremen] : Salzwasser-Verl., 2009, [Reprint der Ausg.] 1914, 1. Aufl.
- 099 Voyages in search of the North-West Passage. Hakluyt, Richard. - Bremen : Salzwasser-Verl., 2009, 1. Aufl., Repr.
- 100 The mariner of St. Malo. Leacock, Stephen. - Bremen : Salzwasser-Verl., 2009, Reprint of the orig., 1915, 1. Aufl.
- 101 Handbuch für den Schiffbau. White, William Henry. - Bremen : Salzwasser-Verl., 2010, 1. Aufl., Veränd. Nachdr. der Orig.-Ausg. Leipzig, Felix, 1879
- 102 Die See-Feuer der deutschen Küsten. Veitmeyer, Ludwig Alexander. - Bremen : Salzwasser-Verl., [2010?], Veränd. Nachdr. der Orig.-Ausg., Berlin, Ernst & Korn, 1889
- 103 Der Kompass / Bd. 2. Sagen von der Erfindung des Kompasses; Magnet, Calamita, Bussole, Kompass; die Vorgänger des Kompasses; Tafel 47 - 79 und Verzeichnis derselben. 2009, 1. Aufl., Veränd. Nachdr. der Orig.-Ausg. Hamburg, Schück, 1915
- 104 In the eastern seas. Kingston, William Henry Giles. - Bremen : Salzwasser-Verl., 2009, 1. Aufl., Repr.
- 105 In the southern seas. Kingston, William Henry Giles. - Bremen : Salzwasser-Verl., 2009, 1. Aufl., Repr.
- 106 Journal of a voyage to Greenland in the year 1821. Manby, George William. - Bremen : Salzwasser-Verl., 2009, 1. Aufl., Veränd. Nachdr. der Orig.-Ausg. London, Whittaker, 1822
- 107 Narrative of an expedition to the East coast of Greenland. Graah, Wilhelm August. - Bremen : Salzwasser-Verl., 2009, Veränd. Nachdr. des Orig., London, Parker, 1837, 1. Aufl.
- 108 Greenland, the adjacent seas and the North-West passage to the Pacific Ocean. O’Reilly, Bernard. - Bremen : Salzwasser-Verl., 2010, 1. Aufl., Veränd. Nachdr. der Orig.-Ausg. New York, Eastburn, 1818
- 109 Voyage to the Northern whale-fishery. Scoresby, William. - Bremen : Salzwasser-Verl., 2009, 1. Aufl., Veränd. Nachdr. der Orig.-Ausg. Edinburgh, Constable, 1823
- 110 Deutsche Schiffs-Dieselmotoren. Bremen : Salzwasser-Verl., 2010, Veränd. Nachdr. der Orig.-Ausg., Berlin, Dt. Verl.-Werke Strauss, Vetter & Co., 1935, 1. Aufl.
- 111 Der Schiffsdieselmotor. Wessels, Gerhard. - Bremen : Salzwasser-Verl., 2010, 1. Aufl., Veränd. Nachdr. des Orig. Bremen, Wessels, 1913, 1. Ausg.
- 112 Schiffbaukunde. Müller, Ernst. - Bremen : Salzwasser-Verl., 2010, 1. Aufl., Veränd. Nachdr. des Orig. Bremen, Winter, 1933
- 113 Atlantic navigator (1854). Bremen : Salzwasser-Verl., 2009, 1. Aufl., Nachdr. [der Ausg.] London, Imray, 1854, 4. ed.
- 114 Seefischereifahrzeuge und -Boote ohne und mit Hülfsmaschinen. Dittmer, Richard. - Bremen : Salzwasser-Verl., 2010, Veränd. Nachdr. des Orig., Hannover, Leipzig, Hahn, 1904, 1. Aufl.
- 115 Die Einführung des Motors in die Segelfischerei. Siebolds, .... - Bremen : Salzwasser-Verl., 2009, 1. Aufl., Nachdr. der Ausg. Berlin, Salle, 1907
- 116 The influence of sea power upon history 1660 - 1783. Mahan, Alfred T.. - Bremen : Salzwasser-Verl., 2010, 1. Aufl., Repr.
- 117 The Voyages of William Baffin. Bremen : Salzwasser-Verl., 2010, Veränd. Nachdr. [der Ausg.] New York, NY, Franklin, 1881
- 118 Die Ewer der Niederelbe. Szymanski, Hans. - Bremen : Salzwasser-Verl., 2010, 1. Aufl., Veränd. Nachdr der Orig.-Ausg. Lübeck, Verl. des Hansischen Geschichtsvereins, 1932
- 119 Hunting the skipper. Fenn, George Manville. - Bremen : Salzwasser-Verl., 2010, Repr.
- 120 Die englische Hochseefischerei im Jahr 1912. Lübbert, Hans. - Bremen : Salzwasser-Verl., 2010, Veränd. Nachdr. der Orig.-Ausg., 1. Aufl.
- 121 Tagebuch des Nordpolarfahrers Otto Krisch. Krisch, Otto. - Bremen : Salzwasser-Verl., 2010, 1. Aufl., Veränd. Nachdr. des Orig. Wien, Wallishausser, 1875
- 123 Die Reise der S.M.S. Gazelle in den Jahren 1874 bis 1876 / Bd. 2. Physik und Chemie. 2010, 1. Aufl., Veränd. Nachdr. der Orig.-Ausg. Berlin, Mittler, 1888
- 124 Die Reise der S.M.S. Gazelle in den Jahren 1874 bis 1876 / Bd. 3. Zoologie und Geologie. 2010, 1. Aufl., Veränd. Nachdr. der Orig.-Ausg. Berlin, Mittler, 1888
- 125 Die Reise der S.M.S. Gazelle in den Jahren 1874 bis 1876 / Bd. 4. Botanik. 2010, 1. Aufl., Veränd. Nachdr. der Orig.-Ausg. Berlin, Mittler, 1889
- 126 Die Reise der S.M.S. Gazelle in den Jahren 1874 bis 1876 / Bd. 5. Meteorologie. 2010, 1. Aufl., Veränd. Nachdr. der Orig.-Ausg. Berlin, Mittler, 1890
- 127 Die Reise der S.M.S. "Planet" 1906/1907 / Bd. 1. Reisebeschreibung. 2010, 1. Aufl., Repr.
- 128 Die Reise der S.M.S. "Planet" 1906/1907 / Bd. 2. Aerologie. 2010, 1. Aufl., Repr.
- 129 Die Reise der S.M.S. "Planet" 1906/1907 / Bd. 3. Ozeanografie. 2010, 1. Aufl., Repr.
- 130 Die Reise der S.M.S. "Planet" 1906/1907 / Bd. 4. Biologie. 2010, 1. Aufl., Repr.
- 131 Die Reise der S.M.S. "Planet" 1906/1907 / Bd. 5. Anthropologie und Ethnografie. 2010, 1. Aufl., Repr.
- 132 South! Shackleton, Ernest H.. - Bremen : Salzwasser-Verl., 2010, 1. Aufl., Repr. [der Ausg.] 1919
- 133 Handbuch für Dampfschiffsmaschinisten. Hartmann, Carl. - Bremen : Salzwasser-Verl., 2010, 1. Aufl., Nachdr. [der Ausg.] 1931
- 134 Seekanäle, Strommündungen und Seehäfen. Bremen : Salzwasser-Verl., 2010, Nachdr. [der Ausg.] Leipzig, Engelmann, 1894
- 135 Ölmaschinen, ihre theoretischen Grundlagen und deren Anwendung auf den Betrieb unter besonderer Berücksichtigung von Schiffsbetrieben. Gerhards, Max Wilhelm. - [Bremen] : Salzwasser-Verl., 2010, Nachdr. des Orig. Berlin, Springer, 1921, 2., verm. und verb. Aufl.
- 137 Die Astronomie in der Schiffahrt. Bošković, Ruđer Josip. - Bremen : Salzwasser-Verl., 2010, 1. Aufl., Nachdr. [der Ausg.] Leipzig, Kummer, 1787
- 138 Narratives of shipwrecks of the Royal Navy between 1793 and 1849. Gilly, William O.. - Bremen : Salzwasser-Verl., 2010, [Nachdr.] von 1850, 1. Aufl.
- 139 American merchant ships and sailors. Abbot, Willis J.. - Bremen : Salzwasser-Verl., 2010, 1. Aufl., Reprint
- 140 Mr. Trunnell, mate of the ship "Pirate". Hains, Thornton Jenkins. - Bremen : Salzwasser-Verl., 2010, Nachdr. [der Ausg.] 1900
- 141 The phantom ship. Marryat, Frederick. - Bremen : Salzwasser-Verl., 2010, 1. Aufl., Reprint
- 142 Narrative of a voyage to Senegal in 1816. Savigny, Henry. - Bremen : Salzwasser-Verl., 2010, Repr. [der Ausg.] 1818
- 143 The culinary adventures of a naval officer's wife. Barroll, Mary Louise. - Bremen : Salzwasser-Verl., 2010, [Nachdr. der Ausg.] New York, The Century Co., 1913
- 144 Stories of ships and the sea. London, Jack. - Bremen : Salzwasser-Verl., 2010, Repr.
- 145 Perils and captivity. Bremen : Salzwasser-Verl., 2010, 1. Aufl., Nachdr. [der Ausg.] Edinburgh, Constable, 1827
- 146 Narrative of the shipwreck of the brig Betsey. Collins, Daniel. - Bremen : Salzwasser-Verl., 2010, Repr. [der Ausg.] 1824
- 147 Thrilling narratives of mutiny, murder and piracy. Bremen : Salzwasser-Verl., 2010, Repr.
- 148 American Yachting. Stephens, William Picard. - Bremen : Salzwasser-Verl., 2010, Nachdr. [der Ausg.] New York, London, The Macmillan Company, 1904
- 150 The history of sailing ships. Chatterton, Edward Keble. - Bremen : Salzwasser-Verl., 2010, Nachdr. [der Ausg.] London, Sidgwick & Jackson, 1909
- 151 Practical sailing on traditional boats. Frazar, Douglas. - Bremen : Salzwasser-Verl., 2010, 1. Aufl., Nachdr. [der Ausg.] Boston, Lee and Shepard and New York, Dillingham, 1876
- 152 The history of the rig. Chatterton, Edward Keble. - Bremen : Salzwasser-Verl., 2010, [Nachdr. der Ausg.] London, Seeley, 1912
- 153 Sunk at sea. Ballantyne, Robert M. - Bremen : Salzwasser-Verl., 2010, Repr. 1876
- 154 The British submarine warfare. Domville-Fife, Charles W.. - Bremen : Salzwasser-Verl., 2010, Repr. 1919
- 155 Praktischer Schiffbau. Brix, Adolf. - Bremen : Salzwasser-Verl., 2010, Nachdr. [der Ausg.] Berlin, Ernst, 1911, 4. Aufl.
- 160 Lehrbuch für die Elbeschiffer-Fachschulen. Düsing, .... - Bremen : Salzwasser-Verl., 2010, Nachdr. [der Ausg.] Magdeburg, Verl. der Elbstrombauverwaltung, 1926, 3. Aufl.
- 181 Rutland. Lie, Jonas. - Paderborn : Salzwasser-Verl., 2011, [Nachdr. der Ausg.] Leipzig, Merseburger, 1911